# ガイアナ・ドル
ガイアナ・ドル（Guyanese dollar）は、ガイアナの通貨。補助通貨単位はセントだが、実際には使用されていない。

## 紙幣・硬貨
1、5、10ドル硬貨と20、100、500、1000ドル紙幣が発行されている。